# Baca Ruadh
Baca Ruadh är ett berg i Storbritannien.   Det ligger i kommunen Highland och riksdelen Skottland, i den nordvästra delen av landet, 800 km nordväst om huvudstaden London. Toppen på Baca Ruadh är 627 meter över havet, eller 135 meter över den omgivande terrängen. Bredden vid basen är 2,3 km. Baca Ruadh ligger på ön Isle of Skye.
Terrängen runt Baca Ruadh är huvudsakligen kuperad, men åt nordost är den platt. En vik av havet är nära Baca Ruadh österut.Trakten runt Baca Ruadh består i huvudsak av gräsmarker.